# Trio Brodarići
Trio Brodarići, hrvatski glazbeni rock trio iz Splita. Projekt je poznatog hrvatskog glazbenika Zlatka Šćule Brodarića. Jedinstvena su glazbena pojava u Hrvatskoj i u širim okvirima. Članovi su otac i dvojica sinova. Otac Zlatko Brodarić je vokal i gitarist. Sin Goran Brodarić je na bubnjevima i Luka Brodarić na bas gitari. Izvode rock'n'roll "od Hendrixa i Jeffa Becka do autorskih instrumentala Zlatka Šćule Brodarića". Izvode obrade i autorske materijale. Redovni su sudionici glazbenih festivala: Evo ruke - Revija urbane kulture i Split Blues Festivala.